# Игла (переносной зенитный ракетный комплекс)
«Игла» (индекс ГРАУ — 9К38, (кодовое обозначение МО США и НАТО — SA-18 Grouse) (рус. шотландская куропатка) — советский переносной зенитный ракетный комплекс, предназначенный для поражения низколетящих воздушных целей на встречных и догонных курсах в условиях тепловых помех. Комплекс принят на вооружение в 1979 году.
«Игла» находится на вооружении армии России, стран СНГ, а также с 1994 года экспортируется более чем в 30 государств, включая Болгарию, Боснию и Герцеговину, Вьетнам, Сербию, Словению, Хорватию, Черногорию, Польшу, Германию, Финляндию, Индию, Ирак, Малайзию, Сингапур, Сирию, Южную Корею, Бразилию, Монголию и Мексику.
Разработка принципиально нового комплекса началась в Коломне в 1971 году. Главным разработчиком ПЗРК «Игла» (9К38) было определено КБМ Министерства оборонной промышленности СССР (главный конструктор — С. П. Непобедимый), а тепловая ГСН создавалась ЛОМО, (главный конструктор ГСН — О. А. Артамонов). Главные цели состояли в том, чтобы создать ракету с лучшей стойкостью к мерам противодействия и более высокой боевой эффективностью, чем комплексы предыдущего поколения типа «Стрела».

## Устройство
В общем «Игла» имеет вполне типичное устройство для ПЗРК.
Основные компоненты комплекса:
- Ракета 9М39 в пусковой трубе 9П39;
- Наземный источник питания 9Б238;
- Пусковой механизм 9П516-1 с присоединяемым наземным радиолокационным запросчиком «свой-чужой» 1Л14-1;

Средством целеуказания является переносной электронный планшет 1Л15-1.

## Модификации

### Игла-1

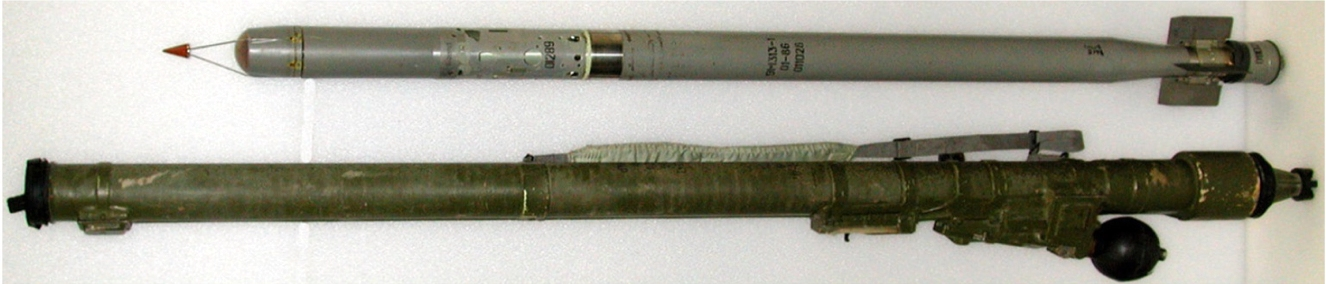
Пусковая труба и ракета ПЗРК «Игла-1»

«Игла-1» (индекс ГРАУ — 9K310, по классификации НАТО — SA-16 Gimlet [рус. буравчик]). — упрощённый вариант ПЗРК с головкой самонаведения ПЗРК «Стрела-3». На вооружении с 1981 года. Снят с вооружения.
Преимущества ПЗРК «Игла-1» перед «Стрела-3»
- Для улучшения динамики наведения ЗУР в упрежденную точку встречи с целью в тепловую ГСН были введены дополнительная схема, формирующая команду для разворота ракеты на начальном участке полёта, и электронный переключатель режимов «вдогон»/«навстречу».
- Для обеспечения послестартового разворота в рулевом отсеке ракеты были установлены миниатюрные импульсные твердотопливные двигатели. В боевой части (БЧ) ЗУР было использовано взрывчатое вещество с повышенным фугасным действием. Взрыватель ЗУР имел индукционный датчик (вихревой генератор), обеспечивающий подрыв БЧ при прохождении ракеты вблизи металлической обшивки цели. При прямом попадании подрыв БЧ осуществлялся дублирующим контактным взрывателем. Во взрыватель была введена трубка с взрывчатым веществом для передачи детонации от заряда БЧ к заряду впервые установленного на ЗУР взрывного генератора для подрыва оставшегося топлива маршевого двигателя ракеты.
- Для снижения аэродинамического сопротивления впереди тепловой ГСН был размещён небольшой конический обтекатель, закреплённый на трёх наклонных стержнях, образующих своеобразный «треножник». С целью улучшения динамических характеристик на ракете установили дестабилизатор в плоскости, перпендикулярной аэродинамическим рулям. Применение лопастных стабилизаторов, в транспортном положении прилегающих к боковой поверхности хвостовой части корпуса ракеты, позволило более рационально использовать объём пусковой трубы, ранее занимаемый сложенными перьевыми стабилизаторами.
- В пусковой механизм был встроен блок целеуказания «свой-чужой» 1Л14, обеспечивающий автоблокировку пуска ЗУР по дружеской цели. 1Л14, при разрешающей способности по азимуту 20°-30°, обеспечивал опознавание целей с достоверностью не менее 0,9, что практически исключало пуски ЗУР по своим объектам. Однако, из-за большой ширины диаграммы направленности антенны (до 30° по азимуту и до 70° по углу места), а также из-за наличия задних лепестков этой диаграммы, 1Л14 мог сработать от своего самолёта, пролетающего вблизи ПЗРК, и заблокировать пуск ракеты по противнику. С целью поражения установленной цели противника стрелок мог отключить блокировку пуска.
- Внешним отличием ПЗРК стала притуплённая коническая передняя крышка пусковой трубы, а также расположение блока питания и источника питания в виде шара-баллона под углом к продольной оси пусковой трубы.
- Комплекс «Игла-1» был дополнен переносным электронным планшетом (ПЭП) 1Л15-1 командира отделения стрелков-зенитчиков, также впервые предложенным сотрудниками НИИ МО и предназначенным для оповещения командира отделения о воздушной обстановке в квадрате 25 × 25 км. Наличие цели в этом квадрате, к которому в прямоугольной системе координат привязывались точки стояния источника информации и отделения стрелков-зенитчиков, а также положение цели, отображалось на табло планшета загоранием соответствующего положению цели элемента светового индикатора. Источником информации для планшета могли являться пункты управления ПВО в звене «дивизия-полк» (ПУ-12, ПУ-12М, ППРУ-1, ППРУ-1М), РЛС П-19 или «Купол», используемые на ПУ начальника ПВО дивизии, оборудованные телекодовой аппаратурой съёма и передачи данных АСПД-У. Опытный образец планшета обеспечивал устойчивый прием целеуказания от пункта управления ПУ-12М на дальностях не менее 10 км. Привязка планшета к местности производилась командиром отделения стрелков-зенитчиков с помощью компаса по указанной с ПУ-12М реперной точке, что обеспечивало прием координат целей с точностью не хуже 1000 м по дальности и 5°-25° по азимуту. Ошибки целеуказания без планшета (выдаваемого по радиотелефону с ПУ-12М указаниям направлений на цели по сторонам света относительно точки стояния ПУ-12М) составляли до 5 км по дальности и до 40° по азимуту. На планшете отражалось до четырёх целей с отметками об их государственной принадлежности и о курсе полёта цели относительно позиции стрелков-зенитчиков.

### Игла
Принята на вооружение Постановлением ЦК КПСС и Совета министров СССР от 23 сентября 1983 года. В ПЗРК «Игла» новая оптическая головка самонаведения с логическим блоком селекции.
Преимущества ПЗРК «Игла» перед «Игла-1»
- возможность борьбы на встречных и догонных курсах с современными и перспективными воздушными целями в условиях применения ими искусственных тепловых помех выделяемых решающим устройством;
- увеличенная дальность поражения целей на встречных курсах за счёт повышения предстартовой чувствительности головки самонаведения ЗУР. Возможность поражения крылатых ракет.[2];
- наличие единого пускового механизма, обеспечивавшего пуски и наведение ракет как комплекса «Игла», так и ПЗРК «Игла-1».
- наведение не точно в прочный двигатель, а в другие части корпуса.
- электронный планшет для предварительного выделения целей командиром и стрелками, что исключает внезапное появление целей с неожиданных направлений и обеспечивает больший эффективный радиус обстрела за счёт более раннего начала *огневой части боя*.
- бесконтактный взрыватель превосходит зарубежные варианты в силу срабатывания на металлическую цель, что снижает вероятность срабатывания на ложной цели.

Использование новой тепловой ГСН с охлаждением позволило применить для снижения аэродинамического сопротивления не «треножник», использовавшийся на ракете комплекса «Игла-1», а изящную иглоподобную конструкцию. Данное техническое решение, давшее название переносному ЗРК, было предложено специалистами КБМ ещё до появления в печати сообщений о применении аэродинамической «иглы» на американской ракете «Трайдент-1».
Комплекс обеспечивал поражение воздушных целей на встречных и догонных курсах, отстреливающих с промежутками времени от 0,3 с и более тепловые помехи с превышением суммарной мощности излучения над мощностью излучения цели до шести раз. При отстреле целями тепловых помех на встречных и догонных курсах одиночно или залпами (до шести штук в залпе) средняя вероятность поражения цели одной ЗУР 9М39 за пролёт зоны поражения составляла 0,31 при стрельбе навстречу и 0,24 при стрельбе вдогон. В таких условиях комплекс «Игла-1» был практически неработоспособен.
Основным внешним отличием переносного ЗРК «Игла» стала расширяющаяся коническая передняя часть пусковой трубы.

### Игла-С

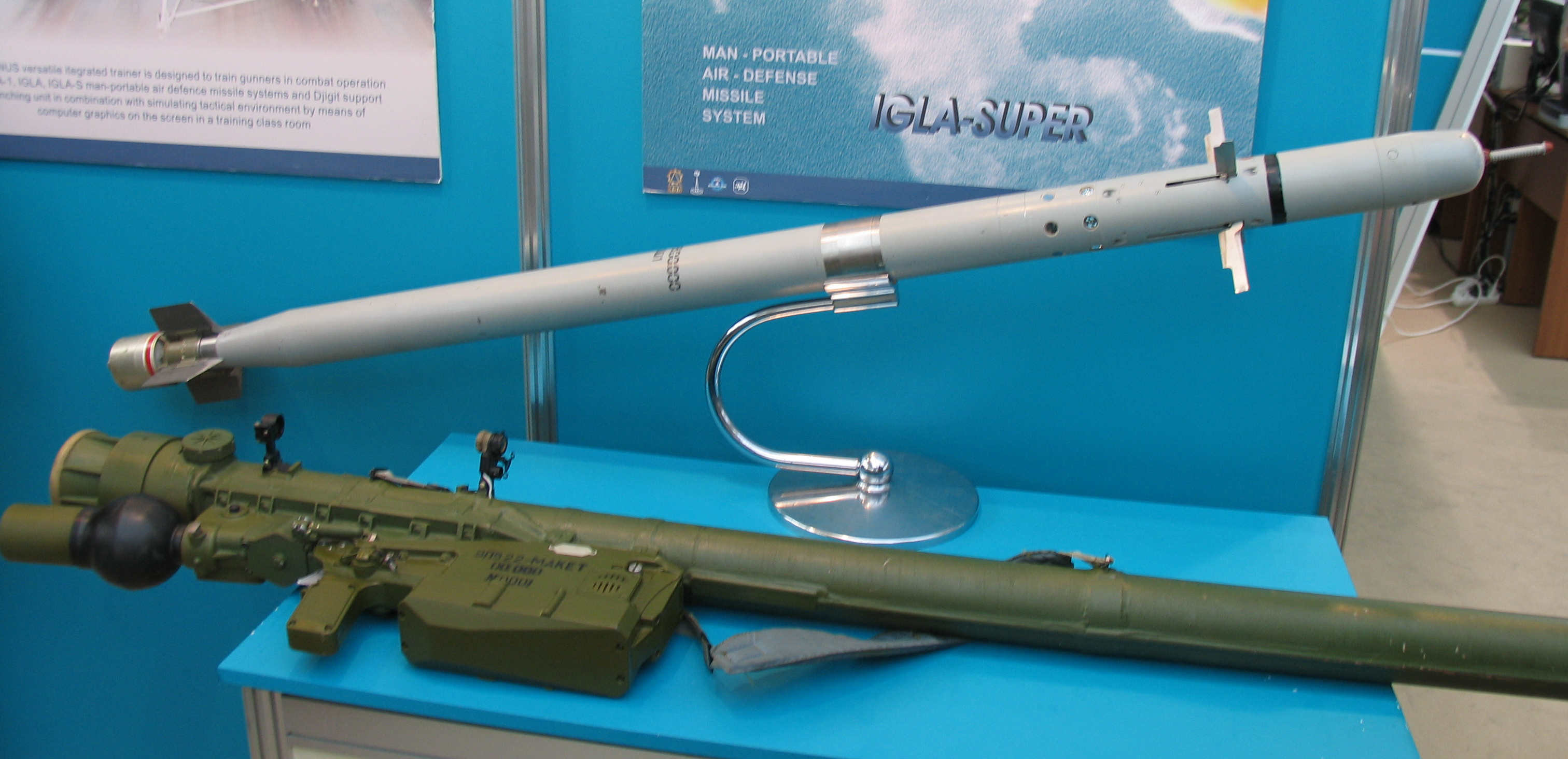
«Игла-С»

Игла-С (индекс ГРАУ — 9К338, «Игла-супер», по классификации МО США и НАТО — SA-24 Grinch) — комбинированный вариант «Игла-Д» и «Игла-Н» с рядом технических улучшений. Увеличена масса БЧ, появилась возможность обстрела целей типа БПЛА и низколетящих КР. Вероятность поражения 0,8-0,9.Комплекс прошёл государственные испытания в 2001 году. Принят на вооружение в 2002.
«Игла-С» 9К338 по состоянию на 2022 год на вооружении ВС РФ, вместе с ПЗРК «Верба».

## Дополнительное оборудование

### ОПУ «Джигит»

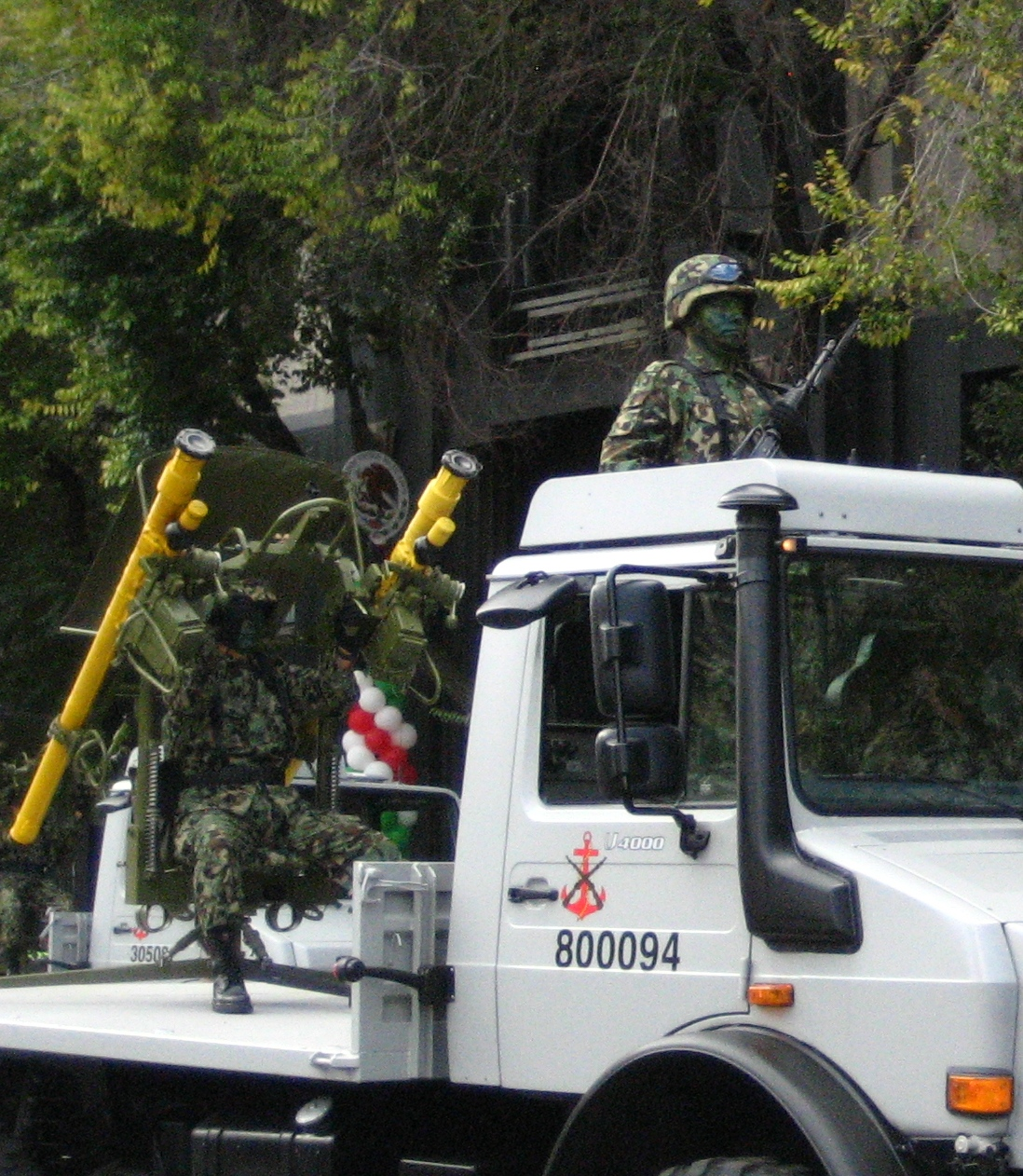
ОПУ «Джигит» на шасси Mercedes-Benz Unimog ВМС Мексики.

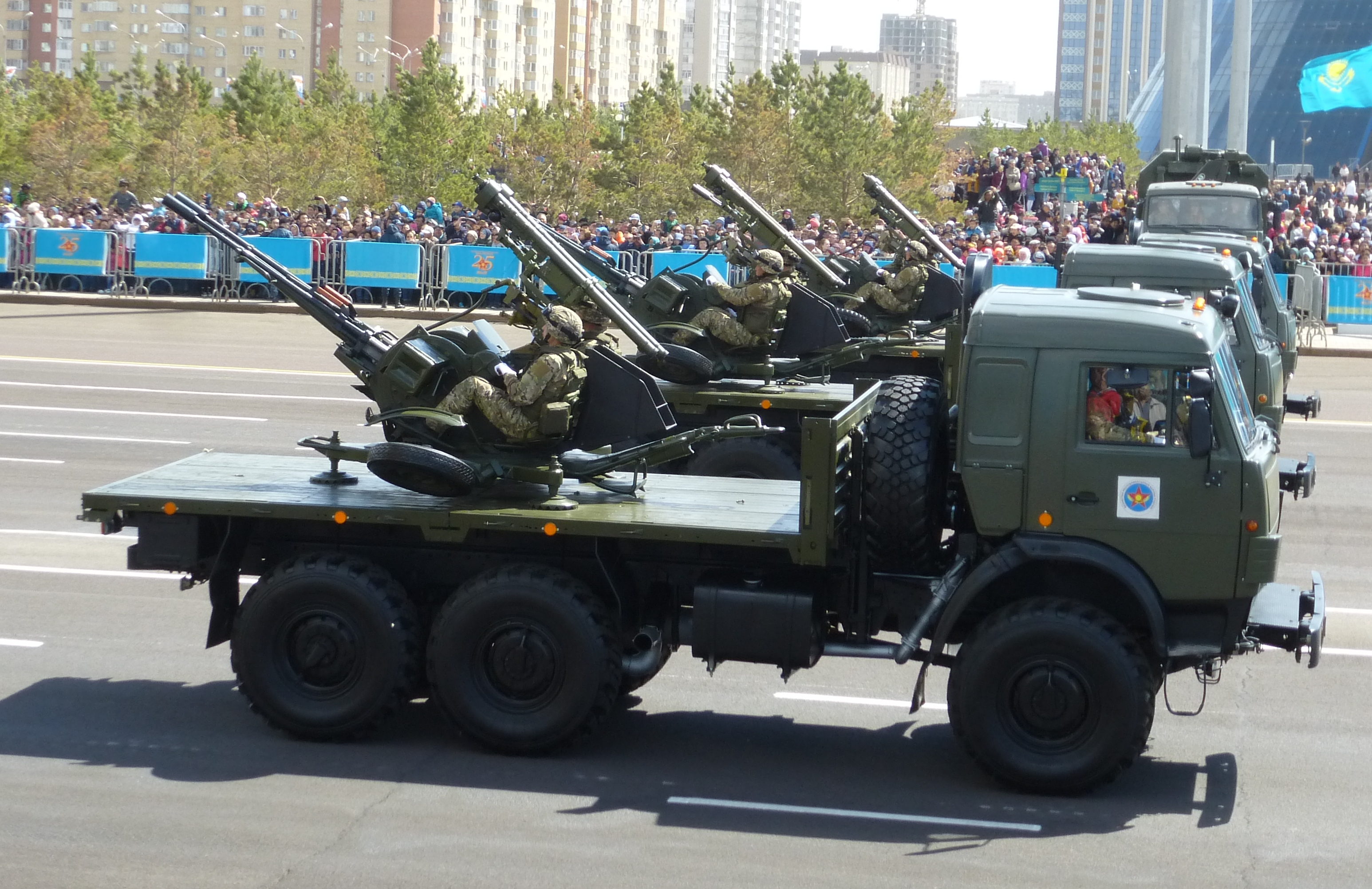
Комбинированная установка Сухопутных войск Казахстана из ЗУ-23-2 с ЗРК «Игла» на шасси автомобиля КАМАЗ

Основным преимуществом опорно-пусковой установки «Джигит» является возможность залпового пуска ракет одним стрелком. «Джигит» оснащён двумя пусковыми установками «Игла», системой внешнего предварительного целеуказания «свой-чужой», средствами собственной диагностики и технического обслуживания, а также учебно-тренировочными средствами.
При залповом пуске ракет вероятность поражения цели увеличивается в среднем в 1,5 раза.

### Комплект «Стрелец»
Комплект аппаратуры и пусковых модулей 9С846 «Стрелец» предназначен для обеспечения автоматизированного дистанционного одиночного, последовательного пуска ракет типа «Игла» с различных носителей наземного, воздушного и морского базирования.
При размещении на носителе двух и более модулей возможны залповые пуски двух ракет по одной цели..

## Другие модификации
- Игла-Д — вариант с разборной пусковой трубой, для ВДВ.
- Игла-В — для вооружения вертолётов и наземной техники[12]. Добавлен блок, обеспечивающий возможность совместного использования двух ЗУР.
- Игла-Н — использована новая ЗУР, с более мощной боевой частью, существенно увеличивающей вероятность поражения целей.
- Игла-1М, «336-24» — украинские модификации ПЗРК «Игла-1», «Игла», с усовершенствованной ГСН ракеты (увеличены дальность и помехозащищённость), разработанные «Укроборонсервис»[13].

## Характеристики
| Характеристики                            | 9К38 «Игла»                                      |
| ----------------------------------------- | ------------------------------------------------ |
| Типы поражаемых целей:                    | самолёты, вертолёты, КР                          |
| Дальность поражаемых целей, м:            | до 5000                                          |
| Высота поражаемых целей, м:               | 10 … 3500                                        |
| Скорость поражаемых целей на курсах, м/с: |                                                  |
| — встречных                               | 360                                              |
| — догонных                                | 320                                              |
| Время развертывания, с:                   | не более 13                                      |
| Время реакции, с:                         | 5                                                |
| Диапазон рабочих температур, °С:          | от -50 до +50                                    |
| Скорость полёта ЗУР, м/с:                 | 570                                              |
| Масса ЗУР, кг:                            | 10,6                                             |
| Масса боевой части, кг:                   | 1,3                                              |
| Длина ЗУР, мм:                            | 1680                                             |
| Диаметр корпуса ЗУР, мм:                  | 72                                               |
| Тип боевой части:                         | Осколочно-фугасная                               |
| Тип головки самонаведения:                | оптическая двухспектральная следящая (пассивная) |
| Время самоликвидации БЧ, с:               | 14 … 17                                          |

Реальная досягаемость по дальности и высоте значительно больше паспортной, которая рассчитывается для рабочего маршевого двигателя. Двигатель включается через 0,5 секунды после запуска и топливо выгорает за 8,5 секунд, но самоуничтожитель срабатывает гораздо позже, когда полностью сгорает шашка турбогенератора и скорость движущейся по инерции ракеты уменьшается примерно вдвое. Однако, шансы поразить цель на инерционном участке полёта во много раз меньше, чем на основном.

## На вооружении

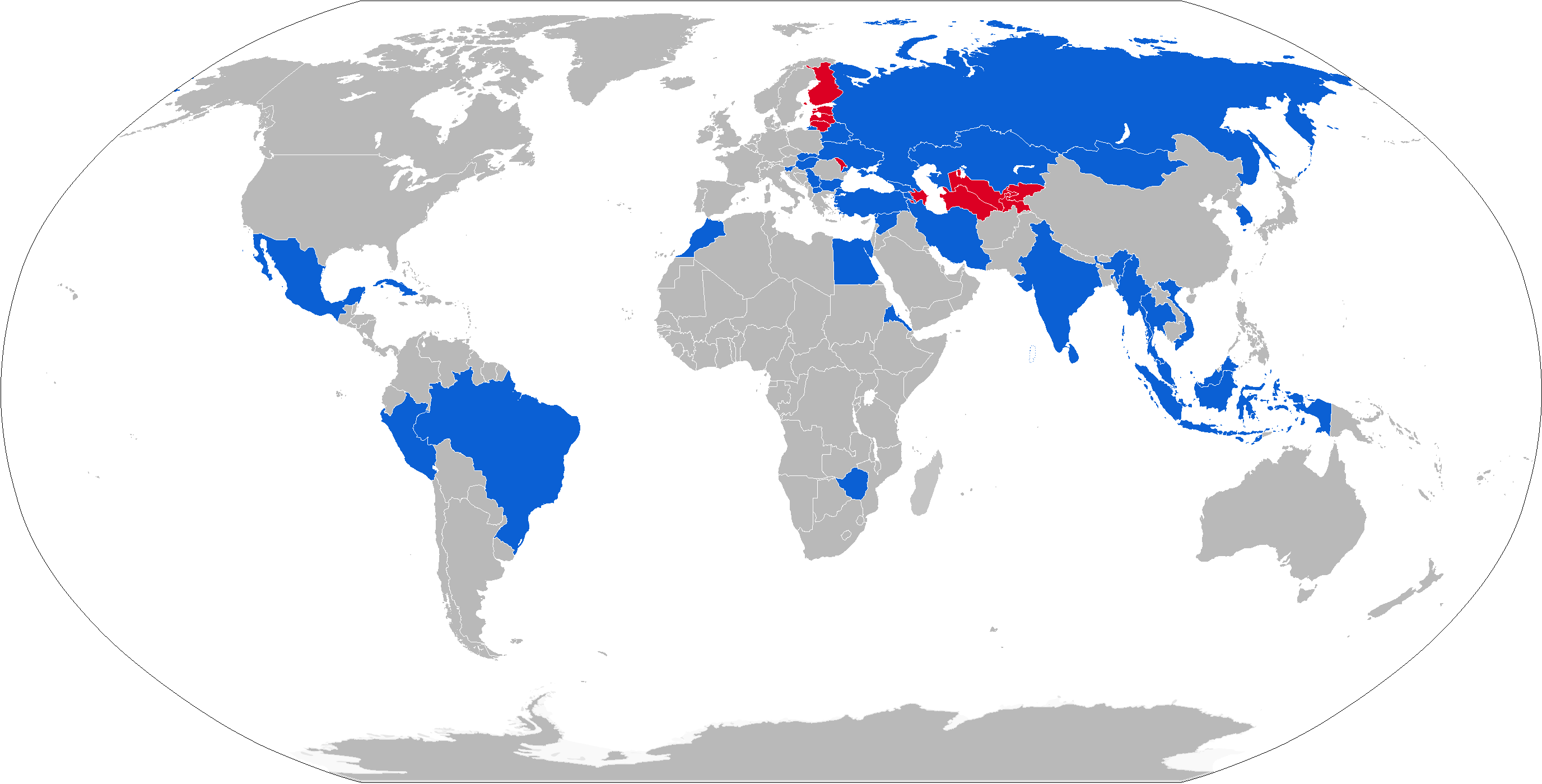
Операторы ПЗРК «Игла-1» и «Игла»

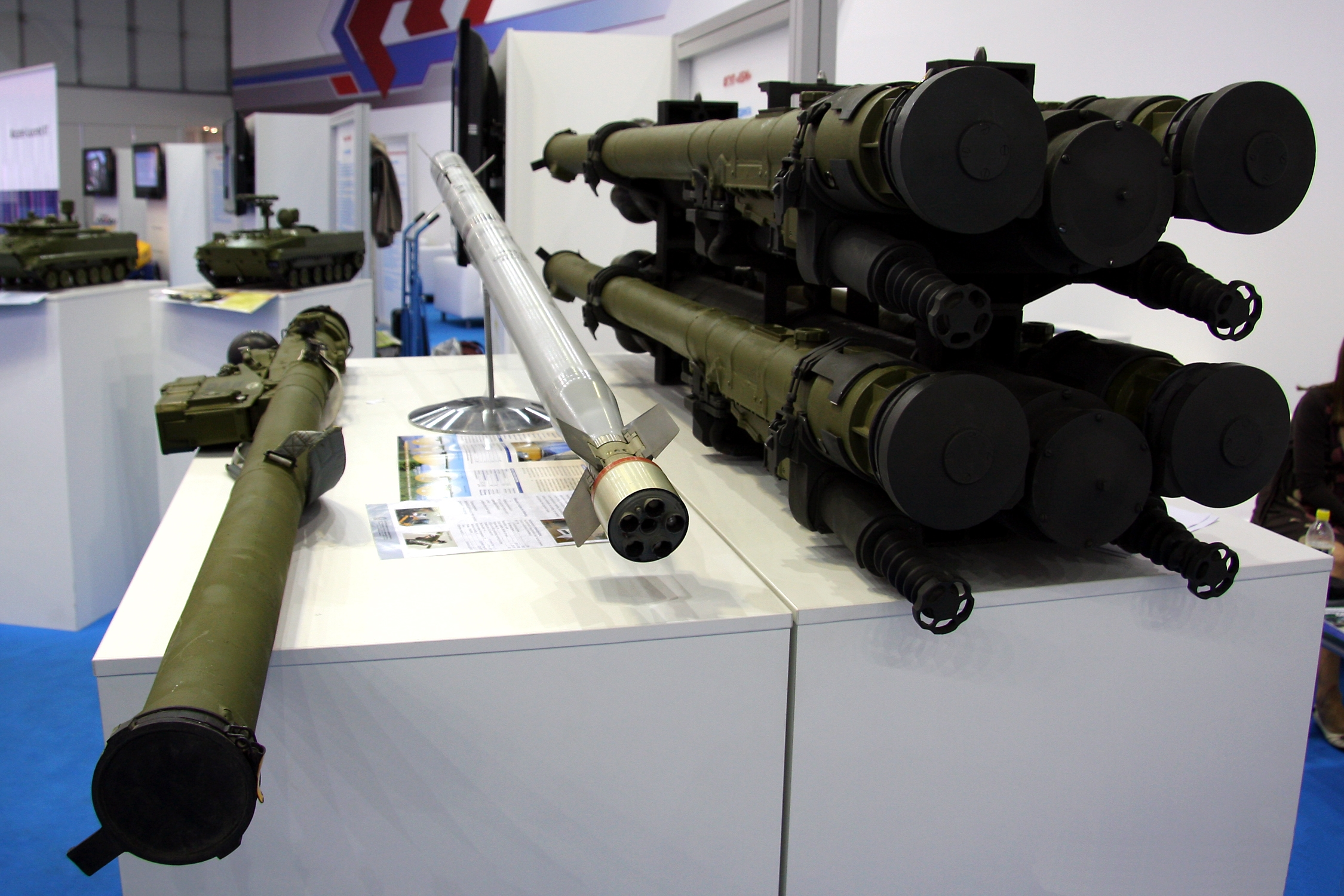
9К338 Игла-С

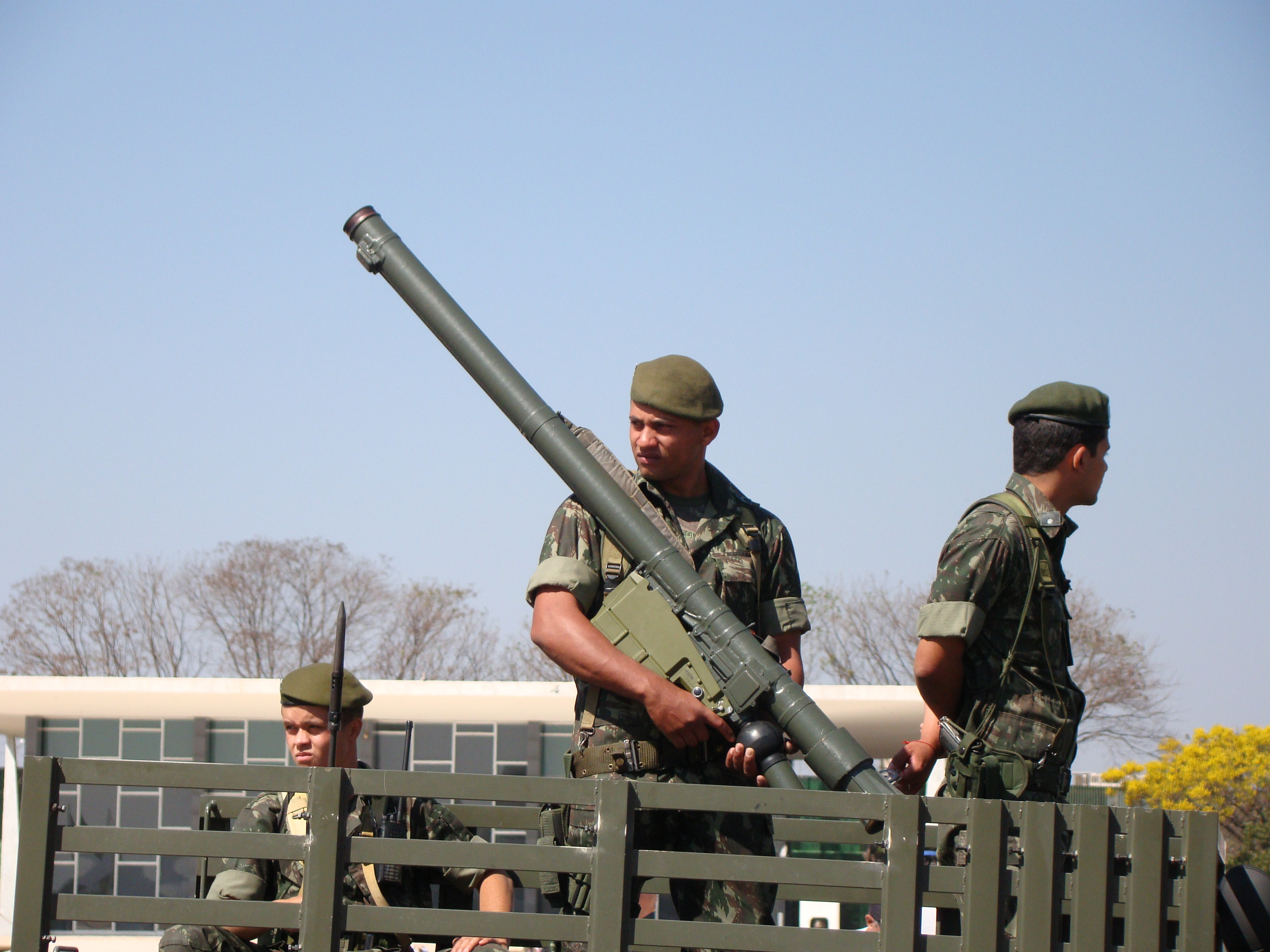
ПЗРК 9K38 «Игла» в вооружённых силах Бразилии.

- Азербайджан — ПЗРК «Игла-1» и «Игла»
- Армения — ПЗРК «Игла-1», «Игла» и «Игла-С» по состоянию на 2023 год[16].
- Алжир — ПЗРК «Игла-1», по состоянию на 2010 год[17]
- Ангола — ПЗРК «Игла-1», по состоянию на 2010 год[18]
- Бразилия — 53 ПЗРК, по состоянию на 2010 год[19]
- Босния и Герцеговина — ПЗРК «Игла-1», по состоянию на 2010 год[20]
- Ботсвана — 10 ПЗРК «Игла-1», по состоянию на 2010 год[21]
- Венесуэла — 200 ПЗРК «Игла-С», на вооружении ВВС, по состоянию на 2010 год[22] 1800 ракет[23]
- Вьетнам — ПЗРК «Игла-1» и «Игла», по состоянию на 2023 год[24]. Приняты на вооружение в 2002 году, в 2004 начато лицензионное производство ПЗРК «Игла-1», в 2009 подписан контракт на сборку 9К38[25]. В 2019 году было начато производство местного варианта «Игла-С» под обозначением TL-01. Помимо переносного варианта, также устанавливаются в корабельных ЗРК и в комплекс ПВО ближнего радиуса действия А-72[26].
- Египет — 656 ПУ ПЗРК «Игла-С» поставлено в период 2008—2011 годов, общее количество закупаемых по контракту 2005 года ПЗРК не известно[27]
- Грузия — некоторое количество «Игла-1» оставалось на вооружении по состоянию на 2023 год. Постепенно заменяются на Stinger и Piorun.
- Индия — первые поставки 9К38 совершены в 2001 году. В ноябре 2023 заключено соглашение о лицензионном производстве 120 ПЗРК 9К338 и 400 ракет 9М342 в рамках программы Make in India VSHORAD.
- Иордания — ПЗРК «Игла-1» и «Игла», по состоянию на 2010 год[28]
- Иран — некоторое количество ПЗРК «Игла-С», по состоянию на 2023 год[29].
- КНДР — некоторое количество ПЗРК «Игла-1» по состоянию на 2023 год[30]. В 1990 году получила лицензию на производство ракет 9М313. Позднее на основе технологий «Игла-1» был разработан собственный ПЗРК HT-16PGJ.
- Республика Корея — некоторое количество ПЗРК «Игла-1» поставлено в 2000-х годах из России. Оставались на вооружении по состоянию на 2023 год[31].
- Куба — ПЗРК «Игла-1» остаются на вооружении, по состоянию на 2023 год[32].
- Северная Македония — ПЗРК «Игла-1», по состоянию на 2023 год[33].
- Малайзия — ПЗРК «Игла» по состоянию на 2023 год[34].
- Мьянма — по состоянию на 2010 год[35]
- Никарагуа — некоторое количество ПЗРК «Игла-1», по состоянию на 2023 год[36].
- Пакистан — некоторое количество ПЗРК «Игла-1» на вооружении ВВС, по состоянию на 2023 год[37].
- Перу — 128 ПЗРК «Игла-1», по состоянию на 2010 год[38]
- Россия — ПЗРК «Игла-С» 9К338 по состоянию на 2022 год на вооружении ВС РФ, вместе с ПЗРК «Верба».
- Сербия — «Игла-1» выпускались по лицензии под обозначением ПЗРК SA-16 Šilo. Некоторое количество оставалось на вооружении по состоянию на 2023 год. Кроме того, в течение Югославских войн куплено у России и Украины несколько десятков «Игла-1».
- Сингапур — 3 дивизиона ПЗРК «Игла» и Mechanized Igla (установленные на БТР M113), по состоянию на 2023 год[39]. Некоторое количество ракет 9М39 собрано по лицензии в середине 2000-х[40].
- Сирия — значительное количество ПЗРК «Игла» и «Игла-С», вместе с ПЗРК «Верба», по состоянию на 2023 год[29].
- Словакия — ПЗРК «Игла-1», по состоянию на 2023 год[41].
- Словения — ПЗРК «Игла-С» оставались на вооружении, по состоянию на 2023 год[42].
- Уганда — ПЗРК «Игла-1», по состоянию на 2023 год[43].
- Украина — ПЗРК «Игла-1» и «Игла-1М», по состоянию на 2022 год[44][45]

### Статус неизвестен
- Ливан — в 2012 году сообщалось, что Хезболле Ираном передано некоторое количество ПЗРК «Игла-С».
- Мексика — более 5 ПЗРК, по состоянию на 2010 год[46]
- ОАЭ — ПЗРК «Игла», на вооружении войск ПВО, по состоянию на 2010 год[47]
- Приднестровье — незначительное количество ПЗРК «Игла» имелось на вооружении войск ПВО.
- Сектор Газа — в 2012 году сообщалось, что ХАМАС Ираном передано некоторое количество ПЗРК «Игла-С».

## Боевое применение
- В ходе гражданской войны в Сальвадоре партизаны ФНОФМ из ПЗРК «Игла» сбили как минимум один штурмовик A-37B и один самолёт огневой поддержки AC-47. Из за угрозы ПЗРК, ВВС Сальвадора приходилось летать на малой высоте, где авиация автоматически попадала в зону поражения лёгкого стрелкового оружия.[48]
- В ходе гражданской войны в Никарагуа бойцы Сандинистской Народной Армии из ПЗРК «Игла» сбили грузовой самолёт DC-6, который сбрасывал оружие боевикам Контрас.[49]
- В 1991 году во время операции «Буря в пустыне» сбито 4 самолёта «Харриер»[50][нет в источнике] Кроме этого был сбит один F-16C.[51]
- В ходе боснийской войны сербы из ПЗРК «Игла» сбили французский истребитель-разведчик Mirage-2000RN[52]
- 31 октября 1995 года индийские войска из ПЗРК «Игла» сбили пакистанский вертолёт SA.316 «Лама». В вертолёте погибли несколько высокопоставленных военных.[53]
- В ходе карабахской войны из ПЗРК «Игла» были сбиты два азербайджанских истребителя МиГ-21[54].
- В Чечне сбито четыре (по другим данным шесть) российских вертолётов, включая Ми-8 с комиссией Генштаба (13 погибших, в том числе два генерала), ещё один Ми-8 с высокопоставленными лицами (в числе погибших были заместитель министра внутренних дел России М. Рудченко и заместитель командующего внутренних войск Н. Горидов) и предположительно Ми-26, перевозивший военнослужащих (116 погибших, по другим данным он был сбит из ПЗРК другого типа). Всего восемь ПЗРК «Игла» чеченские повстанцы купили в Грузии. В 2003 году в ходе операции было изъято три ПЗРК «Игла» боевиков, были уничтожены и арестованы несколько организаторов нападений на вертолёты. В 2005 году у боевиков изъяли последнюю «Иглу».[55][56][57]
- Применялся армией Ирака против войск коалиции с 2003 года. Известно, что 7 ноября 2003 года из ПЗРК «Игла» был сбит американский вертолёт UH-60 «Чёрный Ястреб».
- 25 января 2014 года сбит египетский военный вертолёт[58][59] в районе Синайского полуострова. Ответственность за атаку взяла группировка «Джамаат Ансар Байт аль-Магдис».
- В ходе гражданской войны в Сирии сбиты как минимум два летательных аппарата (бомбардировщик Су-24 и вертолёт Ми-17)[60].
- 12 ноября 2014 года азербайджанскими военными сбит в тренировочном полёте Aрмянский вертолёт Ми-24 в районе линии соприкосновения войск.
- 2 апреля 2016 года армянскими военными сбит в боевом полёте азербайджанский вертолёт Ми-24 в районе линии соприкосновения войск.
- 13 мая 2016 года вооружёнными формированиями курдской РПК сбит турецкий вертолёт AH-1W «Супер кобра»[61].
- 22 мая 2022 года вблизи города Попасная вооружёнными силами Украины из ПЗРК «Игла» был сбит российский Су-25, которым управлял генерал-майор в отставке 63-летний Канамат Боташев[62].